# Scarabaeus clanceyi
Scarabaeus clanceyi là một loài bọ cánh cứng trong họ Bọ hung (Scarabaeidae).